# Ouled Tebben
Ouled Tebben è un comune dell'Algeria, situato nella provincia di Sétif.